# Alzheimer Forschung Initiative
Die Alzheimer Forschung Initiative e. V. (AFI) ist ein überregionaler gemeinnütziger Verein mit Sitz in Düsseldorf. Die 1995 gegründete Initiative ist der größte unabhängige und private Förderer der Alzheimerforschung in Deutschland. Sie verfolgt zwei Aufgaben: die Förderung der Ursachen-, Diagnose- sowie Präventions- und Therapieforschung im Zusammenhang mit der Alzheimer-Krankheit und die Information über diese Krankheit der Öffentlichkeit zugänglich zu machen. Die Arbeit der AFI wird durch Spenden finanziert. Die Alzheimer Forschung Initiative ist Unterzeichnerin der Initiative Transparente Zivilgesellschaft und wurde mit dem Spendenzertifikat des Deutschen Spendenrats ausgezeichnet. Botschafterin der AFI ist die Journalistin und Sportmoderatorin Okka Gundel.

## Hintergrund der Alzheimer Forschung Initiative
Die Alzheimer Forschung Initiative wurde 1995 nach dem Vorbild der Bright Focus Foundation (BFF) gegründet, die sich seit 1985 im Rahmen des „Alzheimer Research Programs“ für die Erforschung der Alzheimer-Krankheit einsetzt. Die Alzheimer Forschung Initiative kooperiert im Rahmen der Forschungsförderung mit Alzheimer Nederland in den Niederlanden und Vaincre Alzheimer in Frankreich.

### Vorstand der Alzheimer Forschung Initiative
Der Vorstand ist das Leitungsorgan der AFI und arbeitet ehrenamtlich. Er entscheidet in allen Angelegenheiten, die für die AFI von grundsätzlicher Bedeutung sind, und überwacht ihre Tätigkeit unter den Gesichtspunkten der Zweckmäßigkeit, Wirtschaftlichkeit und Rechtmäßigkeit. Jährlich schlägt der Wissenschaftliche Beirat der AFI dem Vorstand die förderungswürdigen Projekte vor. Der Vorstand gibt diese dann zur Förderung frei.

### Wissenschaftlicher Beirat der Alzheimer Forschung Initiative
Das Gutachtergremium arbeitet ebenfalls ehrenamtlich und entscheidet über die jährliche Vergabe der Fördermittel. Gründungsmitglieder des Wissenschaftlichen Beirats waren unter anderem Konrad Beyreuther und Eva Braak. Vergabekriterien für Fördermittel sind der wissenschaftliche Wert eines Forschungsvorhabens und seine Relevanz, das Verständnis der Alzheimer-Krankheit oder alzheimerverwandter Demenzen zu erweitern. Jedes eingereichte Projekt wird im Peer-Review bewertet.

## Aufgaben der Alzheimer Forschung Initiative
Die AFI hat sich als ihre zwei Ziele die Förderung der Alzheimer-Forschung und die Information der Öffentlichkeit über die Krankheit gesetzt.

### Aufklärung
Für die Aufklärung von Erkrankten, Familienangehörigen und Interessierten hat die AFI eine Reihe von Informationsbroschüren und Sachbüchern zu vielen Aspekten der Krankheit erstellt, die kostenlos erhältlich sind. Jährlich werden nach Angaben der AFI rund 35.000 kostenlose Informationsbroschüren an Interessierte verschickt und rund 5000 Beratungsgespräche am Telefon geführt.
Auf der Webseite alzheimer-forschung.de werden umfassende Informationen zur Alzheimer-Krankheit zur Verfügung gestellt. Zusätzlich wurde das Internetangebot afi-kids.de eingerichtet, das Eltern und Großeltern die Möglichkeit bieten soll, Kinder im Alter von fünf bis zehn Jahren spielerisch und behutsam an das Thema Alzheimer heranzuführen.

### Forschungsförderung
Weil bisher keine einzelne Ursache für die Entstehung der Alzheimer-Krankheit bekannt ist und man vielmehr davon ausgeht, dass ein ganzes Bündel von Faktoren die Krankheit auslösen kann, fördert die AFI die langfristig angelegte Erforschung unterschiedlicher Theorien. Diese Förderung soll zu Erkenntnissen über die Ursachen und Wirkmechanismen der Krankheit führen und dadurch zu einer stabilen Forschungsgrundlage beitragen. Die AFI erhofft sich damit, dass das auf Basis der Grundlagenforschung erworbene Wissen letztendlich in die Praxis zurückfließen und dort konkret Erkrankten und Angehörigen zugutekommen kann. Damit die Fördermittel der AFI an erfolgversprechende Forschungsprojekte vergeben werden können, wird jeder Projektvorschlag von vier international anerkannten Alzheimer-Experten und -Expertinnen auf dem jeweiligen Fachgebiet begutachtet.
Seit 1996, dem Jahr nach Gründung der AFI, konnten Fördergelder für Forschungsprojekte vergeben werden. Seither werden jedes Jahr Forscherinnen und Forscher aufgerufen, Projekte einzureichen, die zur Erforschung der Alzheimer-Krankheit dienen. Erfahrene Wissenschaftlerinnen und Wissenschaftler können bis zu 200.000 € für einen Zeitraum von bis zu drei Jahren und junge Forschende bis zu 60.000 € für bis zu zwei Jahre beantragen. Die Ausschreibung der Fördermittel findet jährlich im Januar statt. International Training Grants unterstützen junge Wissenschaftler und Wissenschaftlerinnen bei einem ein- bis dreimonatigen Weiterbildungsaufenthalt an einer wissenschaftlichen Einrichtung.
Für grenzübergreifende Projekte bietet die AFI mit ihren Kooperationspartnern in Frankreich und den Niederlanden Cross Border Grants an. Hierbei können Forscherinnen und Forscher zweier Länder zusammen einen Antrag einreichen. Die Fördersumme für Cross Border Grants beträgt bis zu 200.000 Euro für zwei Jahre. Darüber hinaus vergibt die AFI ganzjährig Publication Grants sowie Travel Grants.
Zur weiteren Förderung jüngerer Wissenschaftlerinnen und Wissenschaftler werden bzw. wurden zudem verschiedene Preise vergeben:
- seit 2012 der Erwin Niehaus-Preis der Alzheimer Forschung Initiative e.V.
- seit 2019 der Helga Steinle-Preis der Alzheimer Forschung Initiative e. V.
- 2013–2022 der Kurt Kaufmann-Preis der Alzheimer Forschung Initiative e. V.

Bis Dezember 2023 konnte die AFI 390 Forschungsaktivitäten mit über 16,2 Millionen € fördern. Der Verein wurde bisher in über 500 wissenschaftlichen Publikationen namentlich als Förderer von Forschungsprojekten genannt.